# Барон Каррикфергус
Барон Каррикфергус (англ. Baron Carrickfergus) — дворянский титул в системе пэрства Соединённого королевства, созданный в 2011 году королевой Елизаветой II для своего старшего внука Уильяма вместе с титулами герцога Кембриджского и графа Стратерна в честь его брака с Кэтрин Мидлтон.

## История
Баронский титул связан с городом Каррикфергус в графстве Антрим в Северной Ирландии. В XIX веке существовал титул «Барон Инишоуэн и Каррикфергус», который был создан королевой Викторией 18 августа 1841 года для Джорджа Чичестера, унаследовавшего в 1844 году титул маркиза Донегола. После его смерти в 1883 году титул барона Инишоуэна и Каррикфергуса угас, поскольку Джордж не оставил сыновей.
29 апреля 2011 года королева Елизавета II объявила о присвоении титула «барон Каррикфергус» вместе с титулами герцога Кембриджского и графа Стратерна старшему внуку Уильяму (родился в 1982) в честь его брака с Кэтрин Мидлтон. Это пожалование было утверждено палатой лордов 26 мая того же года. Уильям, который после восшествия на престол отца, короля Карла III, получил титул принца Уэльского, в настоящее время продолжает являться носителем титула барона Каррикфергуса. Баронский титул наследуется только по мужской линии; первый наследник титула — старший сын Уильяма, принц Джордж Уэльский (родился в 2013). 